# Geografia Rosji

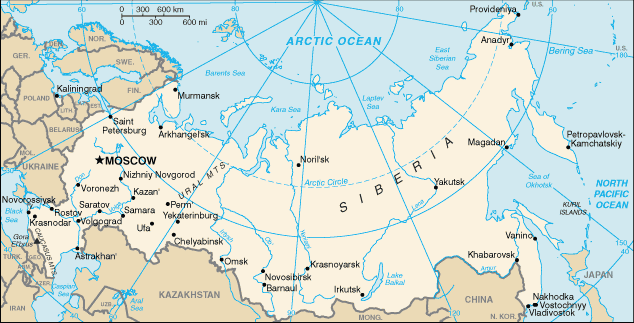
Mapa Rosji

Rosja jest największym krajem na świecie i zajmuje znaczną część Eurazji, rozciągając się od wybrzeży Morza Bałtyckiego aż po wybrzeża Oceanu Spokojnego. Jest państwem federacyjnym, leżącym we wschodniej i środkowej Europie oraz w Azji, nad Morzem Bałtyckim, Oceanem Arktycznym, Oceanem Spokojnym, Morzem Kaspijskim i Morzem Czarnym. Największy obszar stanowi jej azjatycka część, bo aż 75% powierzchni ogólnej. Azjatycka część Rosji nazywana jest potocznie Syberią, ze względu na to, że stanowi ona większość obszaru tej części Rosji. Jedną czwartą terytorium Rosji zajmuje część europejska, w której leży stolica kraju Moskwa oraz inne ważne miasta kraju jak Sankt Petersburg czy Królewiec. Obszar europejski, pomimo że jest zdecydowanie mniejszy, skupia większą liczbę mieszkańców niż część azjatycka. Główną przyczyną tego zróżnicowania jest fakt, że tereny azjatyckie są obszarami o surowym klimacie.
Rosja jest krajem o bardzo zróżnicowanym krajobrazie, rzeźbie terenu i klimacie ze względu na duży obszar, jaki zajmuje. Terytorium Rosji obejmuje 9 stref czasowych, a więc najwięcej na świecie. Kraj cechują ogromne obszary, które są bardzo słabo zaludnione, są też miejsca całkowicie niezamieszkane, które zajmują tajga i tundra. Ogromne obszary tego kraju zajmują tereny o bardzo surowym klimacie, gdzie przez cały rok utrzymuje się wieczna zmarzlina, a nocne zimowe spadki temperatur dochodzą do -70 °C.

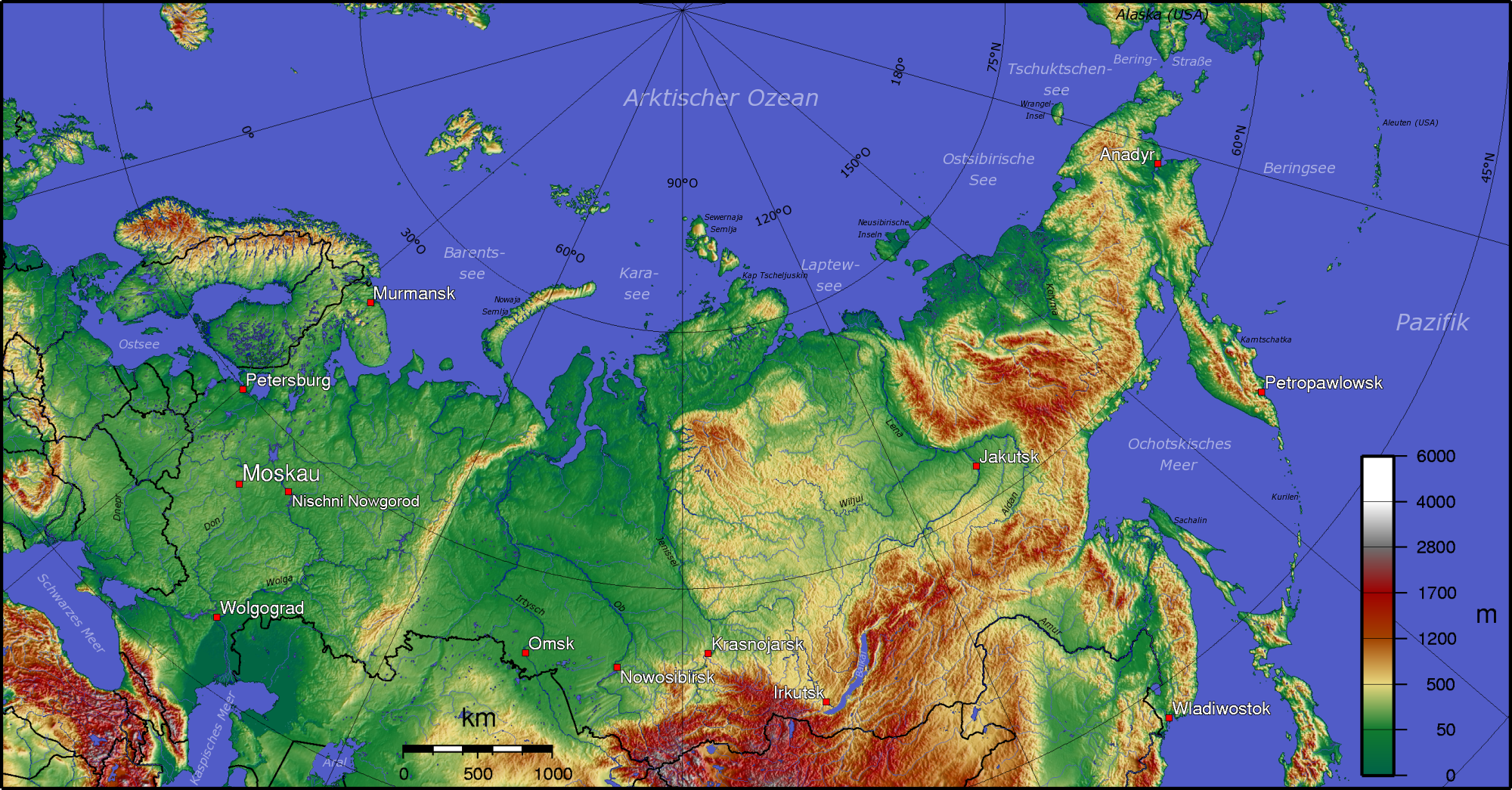
Mapa fizyczna Rosji

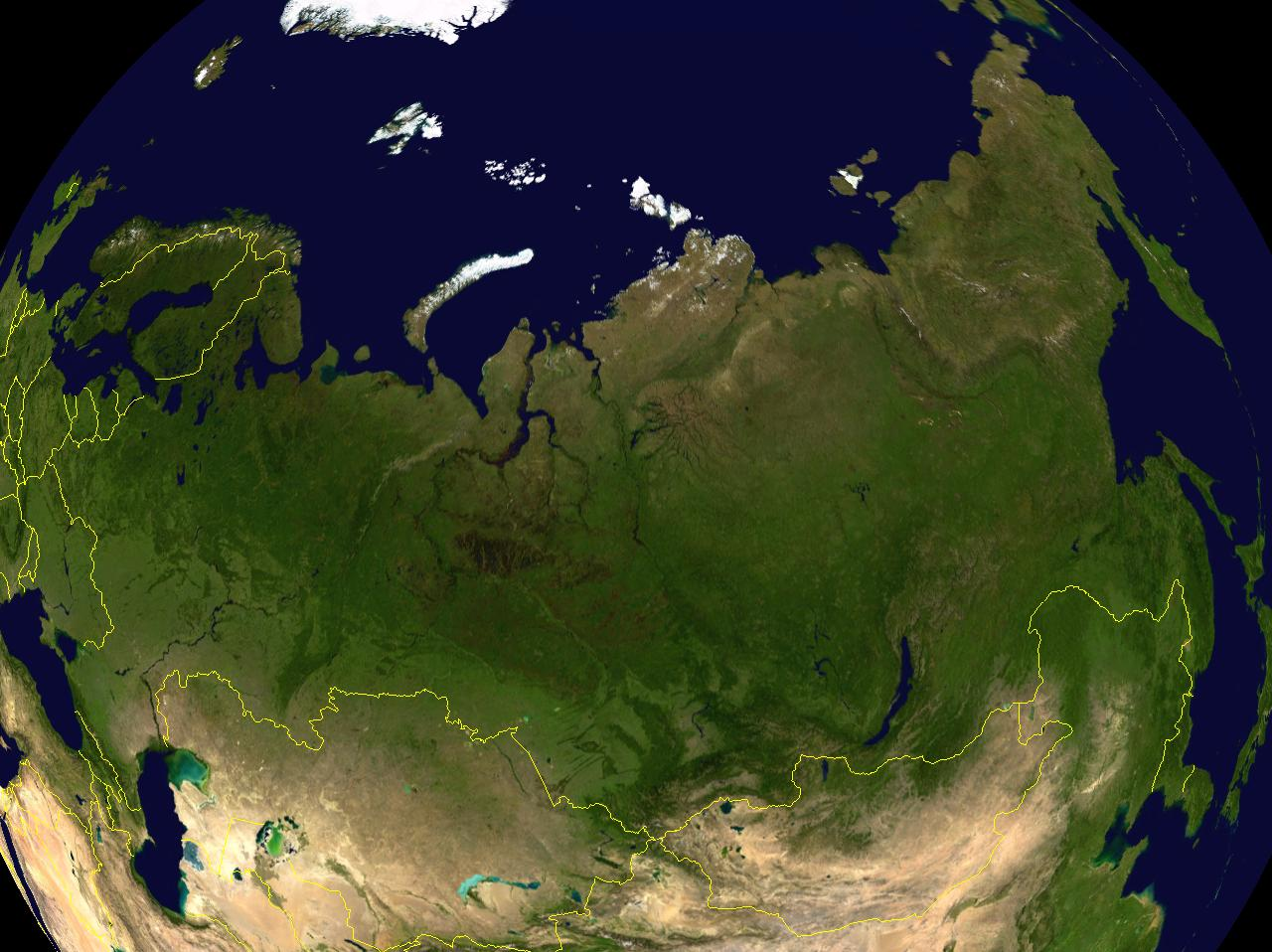
Mapa satelitarna Rosji

## Powierzchnia, położenie i granice
Powierzchnia: 17 075 400 km² – największy kraj na świecie, dla porównania: Polska jest 55 razy mniejsza od Rosji.
Położenie – Rosja zajmuje całą północną Azję i północno-wschodnią i wschodnią część Europy, przez północną jej część przechodzi koło podbiegunowe północne, a tym samym 14% powierzchni kraju (2,4 mln km²) to obszary podbiegunowe.
Skrajne punkty:
- północny – 81°51'N – przylądek Fligely w archipelagu Ziemia Franciszka Józefa. Na kontynencie 77°45'N – przylądek Czeluskin na półwyspie Tajmyr.
- południowy – 41°48'N – wschodnia część Kaukazu, na granicy pomiędzy wchodzącą w skład Rosji autonomiczną republiką Dagestanu a Azerbejdżanem.
- zachodni – 19°38'E – granica polsko-rosyjska na Mierzei Wiślanej w obwodzie królewieckim.
- wschodni – 169°2'W – Wyspa Ratmanowa. Na kontynencie 169°40'W Przylądek Dieżniewa nad Cieśniną Beringa.

Rozciągłość południkowa Rosji wynosi 4000 km, a równoleżnikowa 9000 km.

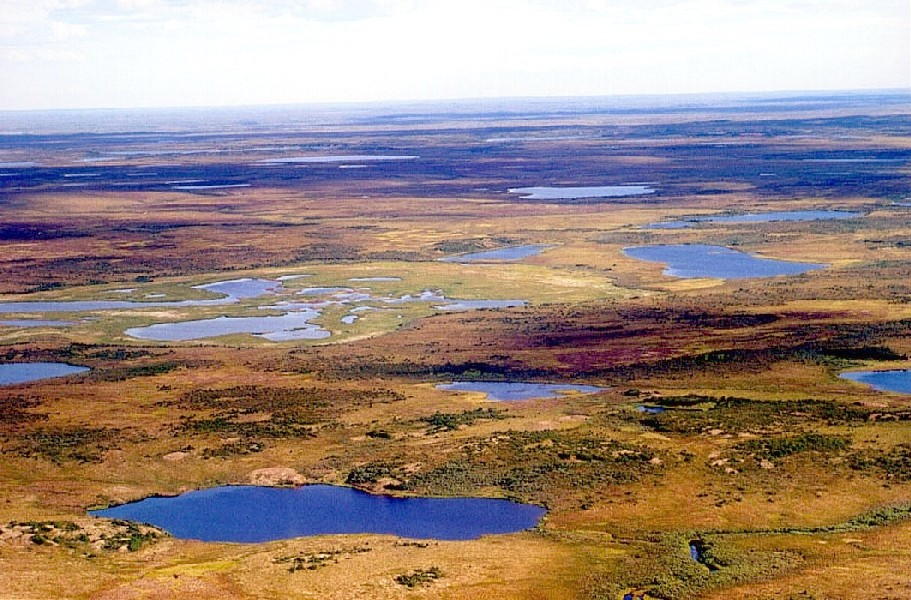
Krajobraz półwyspu Tajmyr

Rosja graniczy z następującymi państwami:
od zachodu:
- Ukraina – 1576 km
- Białoruś – 959 km
- Polska – 210 km
- Litwa – 227 km
- Łotwa – 250 km
- Estonia – 294 km
- Finlandia – 1340 km
- Norwegia – 169 km

od południa
- Korea Północna – 19 km
- Chiny – 3645 km
- Mongolia – 3485 km
- Kazachstan – 6846 km
- Azerbejdżan – 284 km
- Gruzja – 723 km

Od północy i od wschodu terytorium Rosji styka się z otwartymi wodami Oceanu Arktycznego (Morza Arktycznego) i Oceanu Spokojnego.
Linia brzegowa: 37 700 km.

## Ukształtowanie poziome
Linia brzegowa Rosji jest silnie rozwinięta, występuje duża liczba półwyspów, zatok i przylądków, a kraj okalają liczne wyspy. Do największych wysp Rosji należą: Ziemia Franciszka Józefa, Nowa Ziemia, Ziemia Północna, Wyspy Nowosyberyjskie, Wyspa Wrangla, które leżą na Oceanie Arktycznym. Sachalin, Kuryle to największe rosyjskie wyspy na Oceanie Spokojnym. Do największych półwyspów należą: Kolski w północno-zachodnim krańcu Rosji, Jamał nad Morzem Karskim, Półwysep Gydański nad Morzem Karskim, który wraz z półwyspem Jamał tworzy bardzo głęboką i wąską Zatokę Obską, Tajmyr, rozdzielający Morze Karskie i Łaptiewów, Kamczatka na północnym wschodzie, oddzielająca Ocean Spokojny od Morza Ochockiego.

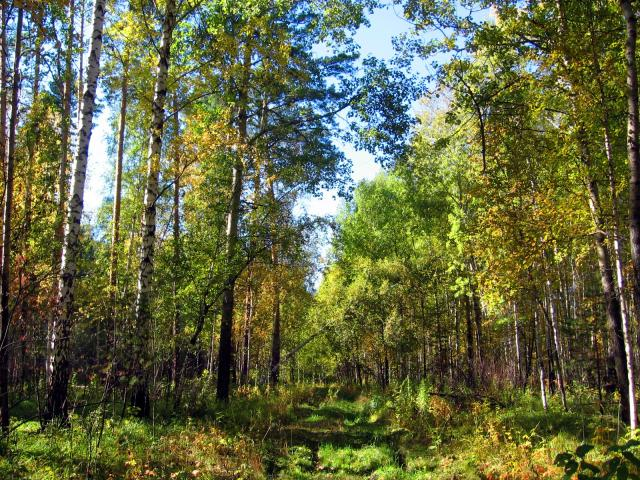
Las w rejonie Uralu

Północne wybrzeża są w większości niskie i najczęściej wyrównane, miejscami przypominając wybrzeże lagunowe. Wybrzeża Półwyspu Kolskiego, Tajmyr i Czukockiego oraz wysp Nowej Ziemi są wybrzeżami uskokowymi, stromymi, o klifowym charakterze. Wybrzeża te zbudowane są ze skał krystalicznych. Północne wybrzeże Rosji otoczone jest szerokim na 400 do 800 km szelfem kontynentalnym Oceanu Arktycznego. Na tym właśnie szelfie znajduje się największa rosyjska podwójna wyspa – Nowa Ziemia. Na Oceanie Arktycznym znajdują się także dwa największe rosyjskie archipelagi: Wyspy Nowosyberyjskie i Ziemia Północna. Poza szelfem kontynentalnym leży Ziemia Franciszka Józefa, która jest najbardziej na północ wysuniętym archipelagiem Rosji. Silnie urozmaicona jest linia brzegowa w północno-zachodnim krańcu Rosji, gdzie głęboko wcięte, płytkie Morze Białe oddziela Półwysep Kolski od zwartej części kraju. Północne wybrzeże usiane jest bardzo głębokimi, przypominającymi fiordy zatokami. Najdłuższą z nich jest wyżej wspomniana Zatoka Obska, która stanowi ujście jednej z najdłuższych rzek Rosji – Obu. Wybrzeże bałtyckie w części południowej jest pochodzenia akumulacyjnego. Znajdują się tam: Zalew Wiślany i Zalew Kuroński. W części północnej wybrzeże to jest bardziej poszarpane, a w Zatoce Fińskiej ma postać klifu.
Inne jest wybrzeże Pacyfiku, które jest przeważnie strome i górzyste. Na kształt wschodniego wybrzeża Rosji miały wpływ ruchy tektoniczne. Jego zewnętrzną linię podkreśla głęboki rów oceaniczny – Rów Kurylski. Głęboki na 10 542 m rów ciągnie się wzdłuż Półwyspu Kamczatka i archipelagu Wysp Kurylskich. Całe wybrzeże Oceanu Spokojnego na terenie Rosji odznacza się aktywnością sejsmiczną i wulkaniczną. Wybrzeże to jest nieco mniej urozmaicone, zwłaszcza w południowej części. Znajdują się tam liczne małe zatoki sprzyjające zakładaniu portów.
Wybrzeże Morza Kaspijskiego jest na północy nizinne, często pokryte słonymi bagnami. W części środkowej do wód Morza Kaspijskiego stromo schodzą grzbiety Kaukazu. Wybrzeże Morza Azowskiego jest niskie i limanowe z dobrze rozwiniętą linią brzegową. Natomiast brzegi morskie Morza Czarnego są górzyste ze względu na obecność Kaukazu, a linia brzegowa – wyrównana i pozbawiona zatok i półwyspów.

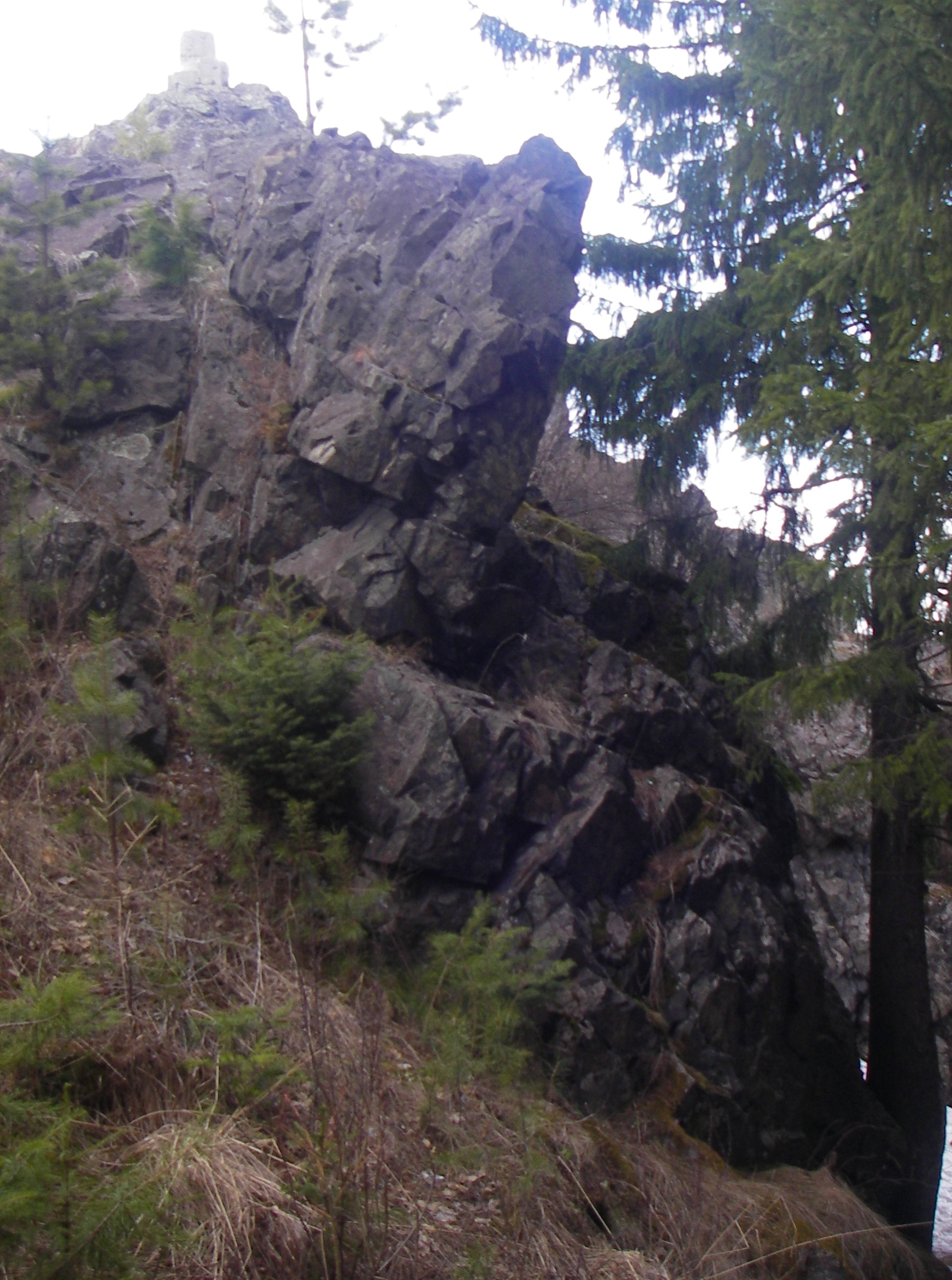
Skały w środkowym Uralu

## Budowa geologiczna

### Główne struktury geologiczne
Rosja ze względu na duży obszar Eurazji, jaki zajmuje, cechuje się zróżnicowaną budową geologiczną. Wielkie jednostki strukturalne uformowały się na terenie dzisiejszej Rosji w różnych okresach geologicznych. Na terenie kraju znajdują się dwie najstarsze platformy geologiczne. Są to: platforma rosyjska i platforma syberyjska. Młodsze warstwy geologiczne znajdują się między tymi dwoma obszarami i na ich obrzeżach. Platforma rosyjska i syberyjska posiadają fałdowe podłoże zbudowane z krystalicznych i osadowych skał prekambryjskich. Struktury te zostały następnie wyrównane i przykryte młodszymi skałami osadowymi.
Platforma rosyjska zajmuje prawie cały obszar europejskiej części Rosji z wyjątkiem Uralu i Obniżenia Kumsko-Manyckiego. Krystaliczne podłoże platformy rosyjskiej występuje na powierzchni Półwyspu Kolskiego, na pozostałym obszarze podłoże krystaliczne przykryte jest młodszymi skałami, których miąższość waha się od kilkuset do kilku tysięcy metrów. Są to osady paleozoiczne, mezozoiczne i kenozoiczne. Obszar ten poza Półwyspem Kolskim nazywany jest płytą rosyjską.
Platforma syberyjska jest obszarem geologicznym zajmującym rozległe tereny Syberii Środkowej i Wschodniej. Jej granice stanowią rzeka Jenisej na zachodzie i Lena na wschodzie, na południu zaś Sajan Wschodni i jezioro Bajkał. Krystaliczne podłoże tej platformy uległo ostatecznemu fałdowaniu w prekambrze. Przeważającą część krystalicznego podłoża przykrywają osady, które nagromadziły się w paleozoiku i mezozoiku.

### Pozostałe struktury geologiczne
Łącznikiem między strukturami prekambryjskimi a paleozoicznymi są bajkalidy, które stanowią swego rodzaju jądra. Wokół nich narastały kaledonidy (w okresie dolnego paleozoiku) i hercynidy (okres górnego paleozoiku). Paleozoiczne struktury powstały na rozległym obszarze między platformą rosyjską a syberyjską. Tereny pochodzące z paleozoiku występują na Uralu, Pogórzu Kazachskim i w rejonie Ałtajsko-sajańskim. Powstanie struktur geologicznych w paleozoiku doprowadziło do połączenia się platformy rosyjskiej z syberyjską, w wyniku czego powstał kontynent Eurazji. Obszar Eurazji dodatkowo powiększył się na południu o płytę scytyjską i turańską.
Mezozoiczne struktury znajdują się głównie w północno-wschodniej i południowo-wschodniej części Rosji. Zajmują one tereny między platformą syberyjską a obszarem fałdowań bajkalskich na zachodzie, a między Morzem Ochockim i Japońskim na wschodzie. Fałdowania mezozoiczne trwały z przerwami od jury do końca kredy i objęły strefę dalekowschodniej geosynkliny mezozoicznej.
Struktury kenozoiczne zajmują niewielkie obszary kraju na jego południowo-zachodnich i południowo-wschodnich obszarach. Są to tereny takie jak Kaukaz i zagłębienie Morza Kaspijskiego, a także Kamczatka i Góry Koriackie. Na tych obszarach nie występuje krystaliczne podłoże prekambryjskie, a osady paleozoiczne są bardzo słabo wykształcone. Powszechne są występujące w tych strukturach osady pochodzące z mezozoiku, trzeciorzędu, a miejscami także z czwartorzędu. Warstwy te mają dużą miąższość.
Obecne naturalne krajobrazy Rosji wykształciły się ostatecznie w okresie czwartorzędu. Najważniejszymi zdarzeniami tego okresu było zlodowacenie i najnowsze ruchy i zjawiska tektoniczne. Zlodowacenia plejstoceńskie objęły jedynie część obecnego terytorium Rosji. Największe obszary pokryte lądolodem znajdowały się w europejskiej części Rosji. Dowodem tego są liczne moreny i jeziora polodowcowe.
Działalność wulkaniczna obecnie występuje jedynie na Kamczatce i na Wyspach Kurylskich. Istnieje tam kilkadziesiąt czynnych wulkanów, gorących źródeł i gejzerów.

## Rzeźba
Rzeźbę Rosji można podzielić na dwie części. Pierwsza to tereny należące do Europy i obszarów zachodniej Syberii. Na tych terenach występuje przewaga nizin. Druga część na wschód od rzeki Jenisej to tereny, gdzie przeważają góry i wyżyny.

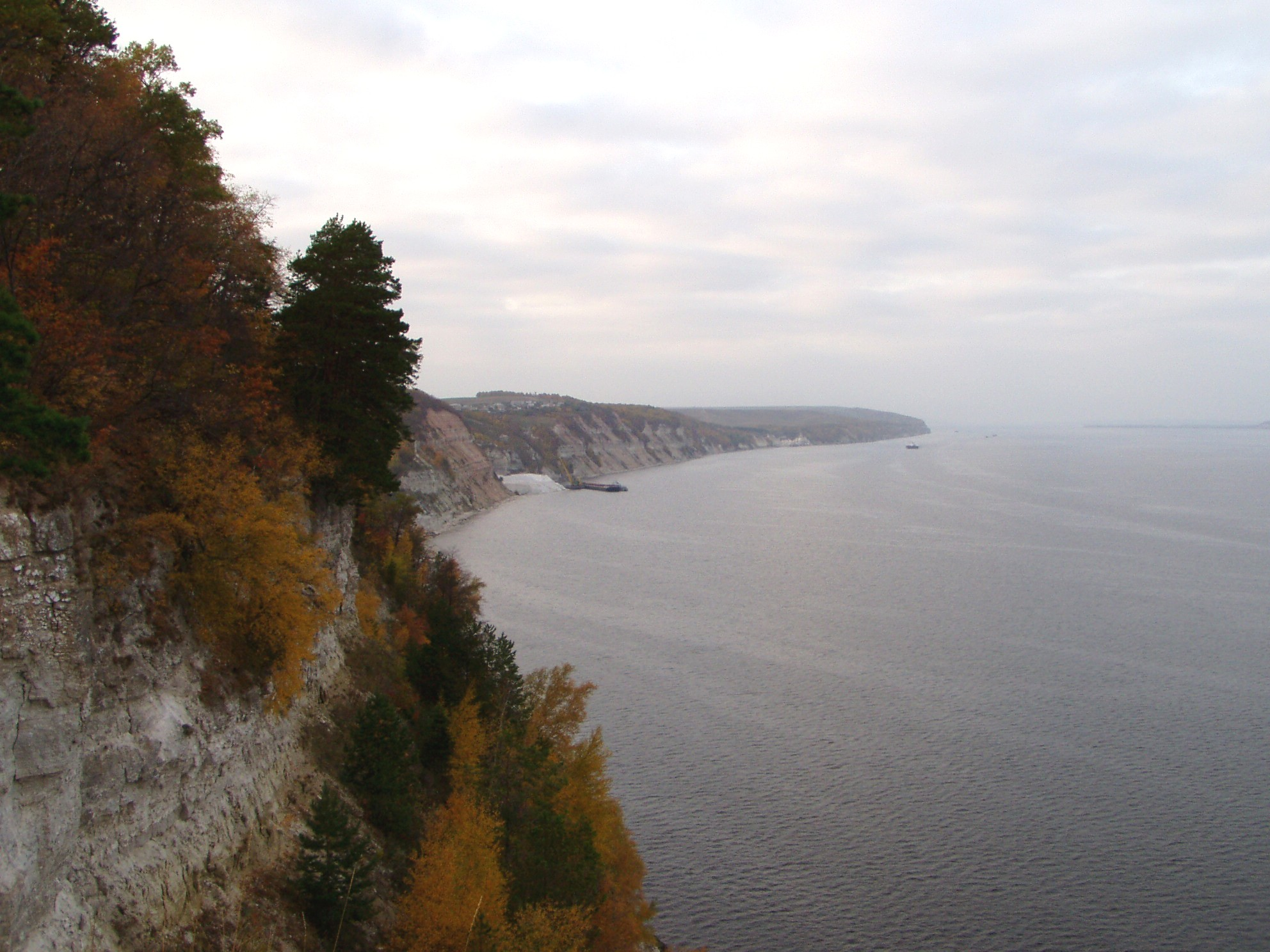
Rzeka Wołga

### Nizina Wschodnioeuropejska
Zachodnia część (europejska) jest niemal w całości zajęta przez Nizinę Wschodnioeuropejską, nazywaną przez geografów rosyjskich Równiną Rosyjską. Wschodnią granicę tej niziny stanowią góry Ural. W południowej części owej niziny rozciągają się południkowo pokryte lessem wyżyny: Środkoworosyjska tuż za Białorusią i Ukrainą, Nizina Nadwołżańska, która ciągnie się wzdłuż rzeki Wołgi. Pozostałe tereny Niziny Wschodnioeuropejskiej pokryte są rozległymi wzniesieniami, jak na przykład Grzęda Smoleńsko-Moskiewska czy leżące na północny wschód od niej Uwały Północne. Są tereny, których średnie wysokości oscylują w granicach od 200 do 400 m n.p.m. Tereny nizinne występują w rejonie Wołgi – Nizina Nadwołżańska oraz znajdująca się po wschodniej stronie rzeki nizina zwana Zawołże. Zawołże na wschodzie przechodzi w przedgórza Uralu – Wyżynę Bugulmijsko-Belebejską. W obrębie dolnej Wołgi rozciąga się Nizina Nadkaspijska, której większa część znajduje się na terenie Kazachstanu.
Rzeźba północnej części Niziny Wschodnioeuropejskiej uformowała się pod wpływem działalności lodowca. Występują tam wzgórza morenowe, jak wymieniona wyżej Grzęda Smoleńsko-Moskiewska. Pozostałości zlodowaceń występują także w północno-zachodniej części kraju, w obrębie Międzymorza Fińsko-Karelskiego i Półwyspu Kolskiego. Najwyższe wzniesienia – góry Chibiny leżą u nasady Półwyspu Kolskiego.

### Ural
Ural stanowi granicę rozdzielającą Nizinę Wschodnioeuropejską i Nizinę Zachodniosyberyjską. Ural ciągnący się z północy na południe stanowi naturalną granicę pomiędzy Azją a Europą. Ten stary hercyński górotwór ciągnie się na długości około 2000 km i składa się z trzech części: północnej, środkowej i południowej. Najwyższa jest część północna, która sięga prawie 1900 m n.p.m. Najwyższy szczyt Narodnaja wznosi się na 1895 m n.p.m. Najniższa jest część środkowa, która nie przekracza 500 m n.p.m. Obszar ten stanowi swego rodzaju bramę łączącą Azję z Europą. Południowa część Uralu jest stosunkowo wysoką względem północnej. Najwyższy szczyt – Jamantau wznosi się na 1640 m n.p.m. Północnym przedłużeniem Uralu jest pasmo Paj-Choj, wyspa Wajgacz i obie wyspy Nowej Ziemi, na których wzniesienia sięgają 1070 m n.p.m.

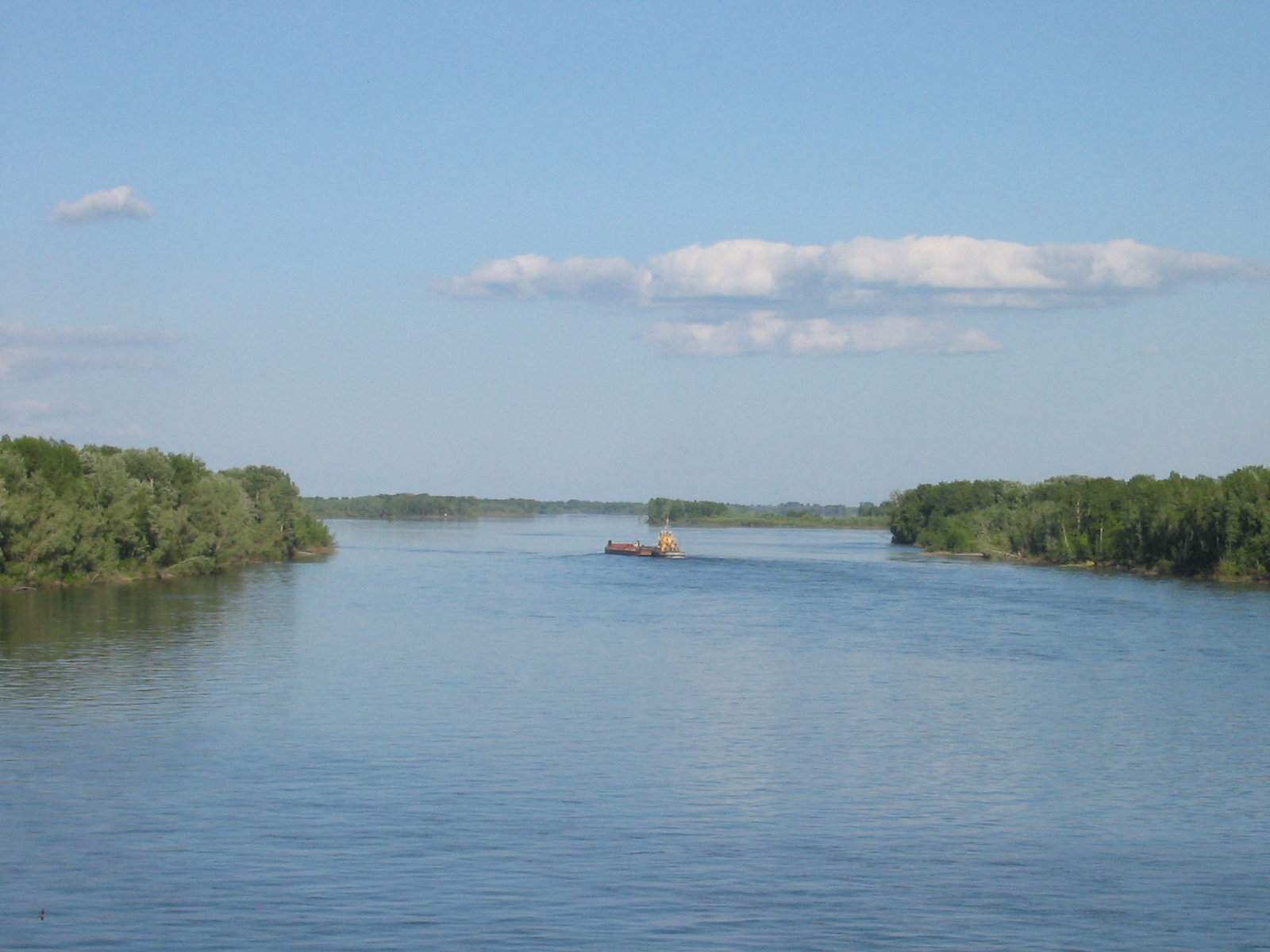
Rzeka Ob na Nizinie Zachodniosyberyjskiej

### Nizina Zachodniosyberyjska
Na wschód od pasma Uralu rozciąga się na przestrzeni prawie 3 mln km² Nizina Zachodniosyberyjska. Jest to ogromny płaski obszar o średniej wysokości od 50 do 100 m n.p.m., a na obrzeżach od 150 do 250 m n.p.m. Nizina ta rozciąga się od wybrzeży Morza Karskiego, a od południa ograniczają ją środkowoazjatyckie wyżyny i góry (Pogórze Kazachskie, północno-zachodnia część Ałtaju), zaś od wschodu obszar ten ogranicza Jenisej, za którym niemal od razu teren wznosi się i szybko przechodzi w Wyżynę Środkowosyberyjską. Nizina Zachodniosyberyjska jest terenem silnie zabagnionym, gdzie tereny bagienne zajmują jej znaczną część, nie obejmują jedynie jej południowych i północnych krańców. Przez mniej więcej jej środek płynie i uchodzi do Morza Karskiego Ob. W południowo-wschodnim narożniku niziny wznoszą się góry Ałtaju, gdzie na terytorium Rosji znajduje się najwyższych szczyt tychże gór, Biełucha, o wysokości 4506 m n.p.m.

### Wyżyna Środkowosyberyjska
Na wschód od Jeniseju rozciąga się Wyżyna Środkowosyberyjska, zbudowana z prekambryjskich utworów krystalicznych. Pocięta gęstą siecią głębokich dolin rzecznych, jest obszarem o średniej wysokości od 500 do 700 m n.p.m. W północno-zachodnim skraju wyżyny wznoszą się góry Putorana ze szczytem Kamień o wysokości 1701 m n.p.m. Od północy wyżynę ogranicza wąska Nizina Północnosyberyjska (obniżenie Chatangi). Nizina ta oddziela wyżynę od niewielkiego hercyńskiego pasma góry Byrranga, które ciągną się na półwyspie Tajmyr i osiągają wysokości 1146 m n.p.m. Od południa granicę Wyżyny Środkowosyberyjskiej stanowią góry Sajany, jezioro Bajkał i Góry Stanowe. Od wschodu granicą jest dolina rzeki Leny (Nizina Środkowojakucka). Wyżyna Środkowosyberyjska zalicza się do obszaru górskiego Rosji. Wszystkie obszary od Jeniseju, aż po wybrzeże Pacyfiku stanowią obszar wyżynno-górzysty, urozmaicony jedynie dolinami rzek i niewielki obszarami nizinnymi nad Oceanem Arktycznym.

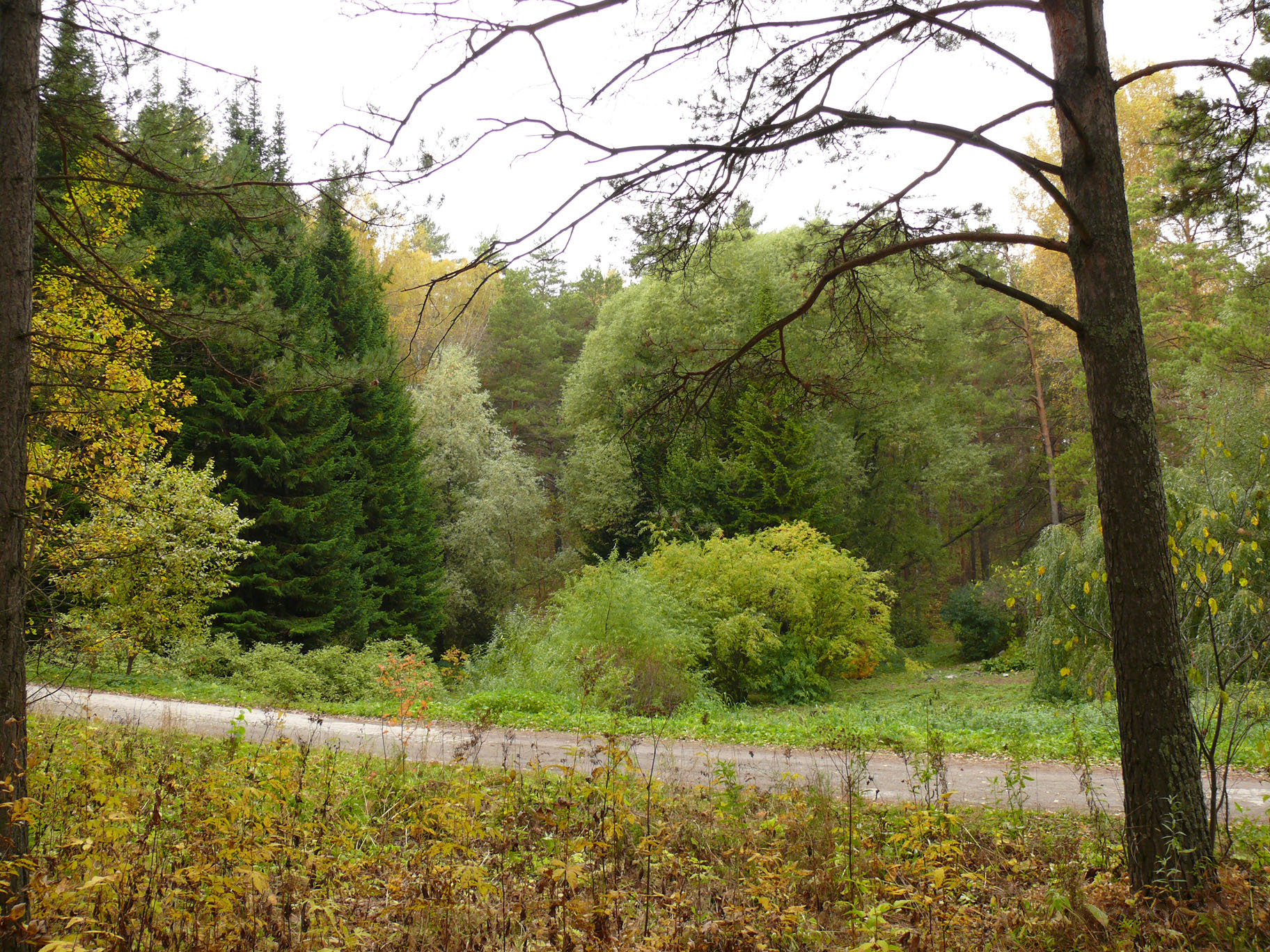
Tajga

### Południowa Syberia
Od górnego Irtyszu, wzdłuż Mongolii i Chin aż po wybrzeże Oceanu Spokojnego, ciągnie się system gór stanowiących obszar południowej Syberii. Na wschód od wspomnianego wyżej Ałtaju rozciągają się Sajany. Sajany są systemem górskim rozciągającym się wzdłuż północnej granicy z Mongolią w górnym Jeniseju. Dzielą się na Sajany Zachodnie i Wschodnie, a ich najwyższy szczyt – Munku-Sardyk o wysokości 3491 m n.p.m. wznosi się w Sajanach Wschodnich.
Dalej za Sajanami wokół jeziora Bajkał wznoszą się takie pasma górskie jak: Góry Bajkalskie leżące wzdłuż północno-zachodniego brzegu Bajkału o wysokości do 2572 m n.p.m. (Góra Czerskiego) Góry Barguzińskie ciągnące się wzdłuż północno-wschodniego brzegu Bajkału o wysokości do 2841 m n.p.m., Góry Jabłonowe leżące w Zabajkalu, czyli na wschód od Bajkału, góry te wznoszą się do 1680 m n.p.m., Góry Borszczowoczne, które także znajdują się w Zabajkalu i wznoszą się na 1498 m n.p.m.

### Daleki Wschód
Obszar leżący na wschód od Leny, ograniczony od wschodu wybrzeżem Pacyfiku, jest także górzysty, poprzecinany dolinami rzek. Znajduje się tam szereg systemów górskich pochodzenia mezozoicznego. Najdalej na zachód wysunięte są Góry Stanowe, które na wschodzie przechodzą w Pasmo Stanowe. Góry Stanowe wznoszą się do wysokości 2999 m n.p.m. a nieco niższe jest Pasmo Stanowe, którego maksymalna wysokości wynosi 2412 m n.p.m. Za pasmem stanowym wzdłuż wybrzeży Pacyfiku (Morze Ochockie) ciągną się na długości 700 km góry Dżugdżur, które wznoszą się na wysokości 1906 m n.p.m.
Na południe od Dżugdżur i Pasma Stanowego także rozciąga się górzysty obszar Dalekiego Wschodu. Góry Burejskie w Kraju Chabarowskim ciągną się na długości około 400 km, a ich maksymalna wysokość wynosi 2295 m n.p.m. Dalej w kierunku południowo-wschodnim teren obniża się i przechodzi w dolinę Amur, by następnie dalej się wznieść w postaci pasm gór Sichote Aliń, które ciągną się wzdłuż Morza Japońskiego na długości 1200 km. Najwyższy szczyt Tardoki Jani wznosi się na 2077 m n.p.m.
Północna część Dalekiego Wschodu jest obszarem górzystym, który na dalekiej północy ograniczają niziny: Jańsko-Indygirska i Kołymska. W tej części Rosji leży wielki łuk górski złożony z Gór Wierchojańskich, pasma Suntar-Chajata i Gór Kołymskich, przecięty ukośnie przez łańcuch Gór Czerskiego, których najwyższy szczyt – Pobieda wznosi się na wysokości 3003 m n.p.m. Pomiędzy Górami Wierchojańskimi a Wyżyną Środkowosyberyjską rozciąga się obniżenie zwane Niziną Środkowojakucką lub Kotliną Leny.
Tereny górskie ciągną się także po same krańce północno-wschodnie. Góry Czukockie są najdalej na wschód wysuniętym górotworem, który wznosi się na wysokość 1843 m n.p.m. Dalej na południu wzdłuż wybrzeża Morza Beringa rozciągają się Góry Koriackie, które wznoszą się na 2562 m n.p.m., a ich przedłużeniem są Góry Kamczatki, ciągnące się na całej długości półwyspu Kamczatka. Góry Kamczatki i góry na Wyspach Kurylskich cechują się silną działalnością wulkaniczną. Jest to jedyny region Rosji, gdzie istnieją czynne wulkany i gejzery. Najwyższym szczytem górskim tych obszarów jest wulkan Kluczewska Sopka na Kamczatce, który sięga 4650 m n.p.m.

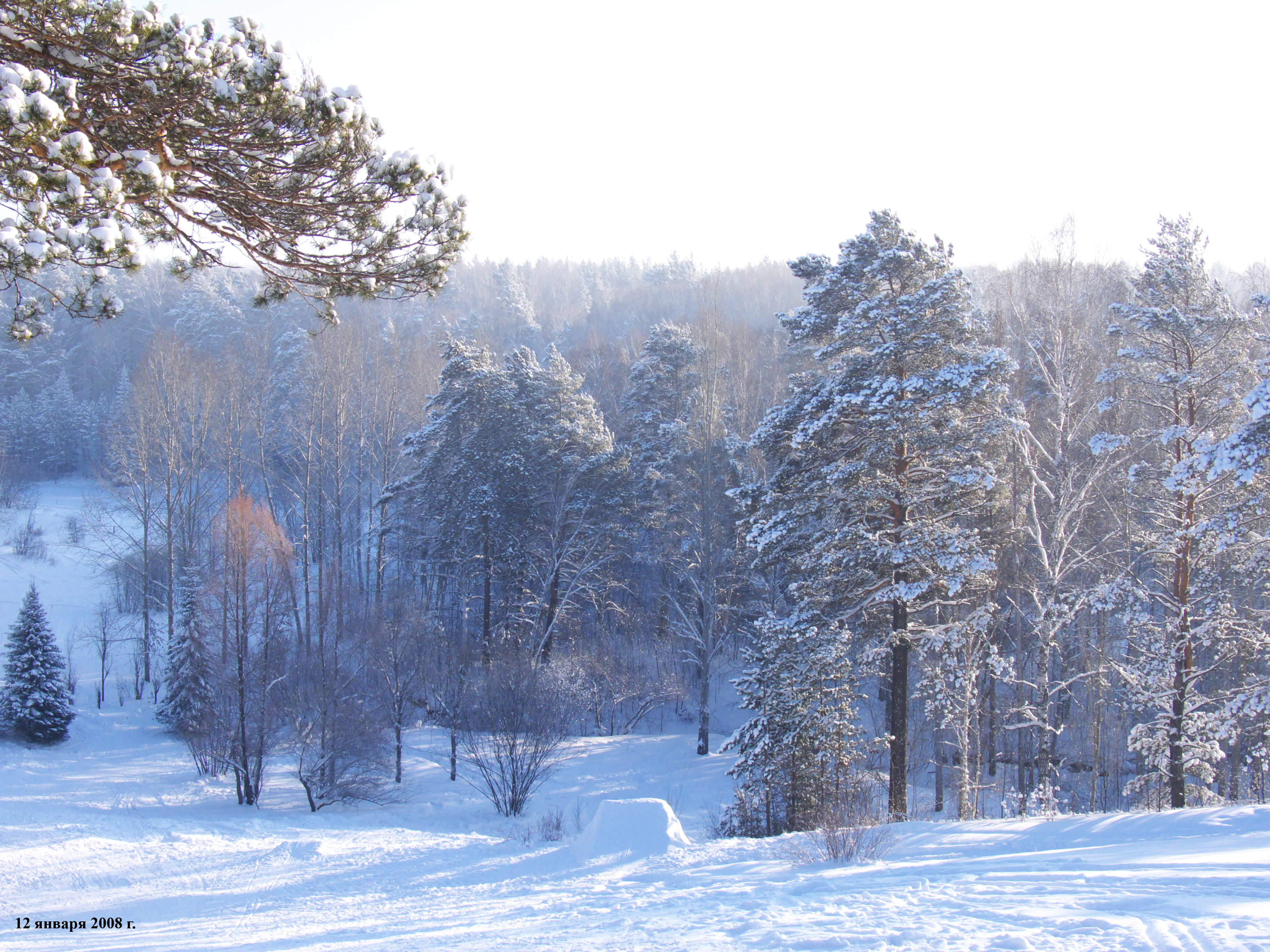
Tajga zimą

## Klimat
Warunki pogodowe panujące w Rosji są zróżnicowane ze względu na ogromną powierzchnię kraju. Wpływ na klimat Rosji poza samą rozciągłością południkową ma oddziaływanie Oceanu Atlantyckiego i kontynentalizm, związany z ogromną powierzchnią lądu. Ponadto wpływ na klimat ma także Ocean Spokojny, jednak wpływa on na warunki klimatyczne na niewielkim obszarze kraju. Obecność wyżej wymienionych oceanów wpływa na łagodność klimatu, toteż zachodnie krańce Rosji, nawet te w rejonie Finlandii, cechują się łagodnym przebiegiem temperatur w ciągu roku. Obszary, na które wpływ ma kontynentalizm, są regionami o bardziej surowym klimacie. Dla przykładu rejon na ziemi smoleńskiej (szerokość geograficzna północnej Polski) cechuje się zimą z temperaturami rzędu od -3 do 0 °C, podczas gdy 2000 km dalej na wschód panują już siarczyste mrozy. Na klimat ma wpływ także rzeźba terenu i jej układ. Brak dużych łańcuchów górskich na północy sprawia, że do wnętrza kraju docierają w zimie arktyczne masy powietrza.
Rosja pomimo swojej ogromnej powierzchni leży na obszarze dwóch stref klimatycznych. Pierwszą strefą jest strefa klimatów umiarkowanych, która obejmuje znaczną część kraju. Drugą zaś jest strefa klimatów subpolarnych i miejscami polarnych, leżąca za kołem podbiegunowym. Rozmiary kraju i urozmaicona rzeźba terenu sprawiają, że w przypadku klimatu umiarkowanego występuje kilka jego odmian. Przyczynami są obecność oceanu, kontynentalizm i prądy morskie.

### Temperatury zimowe

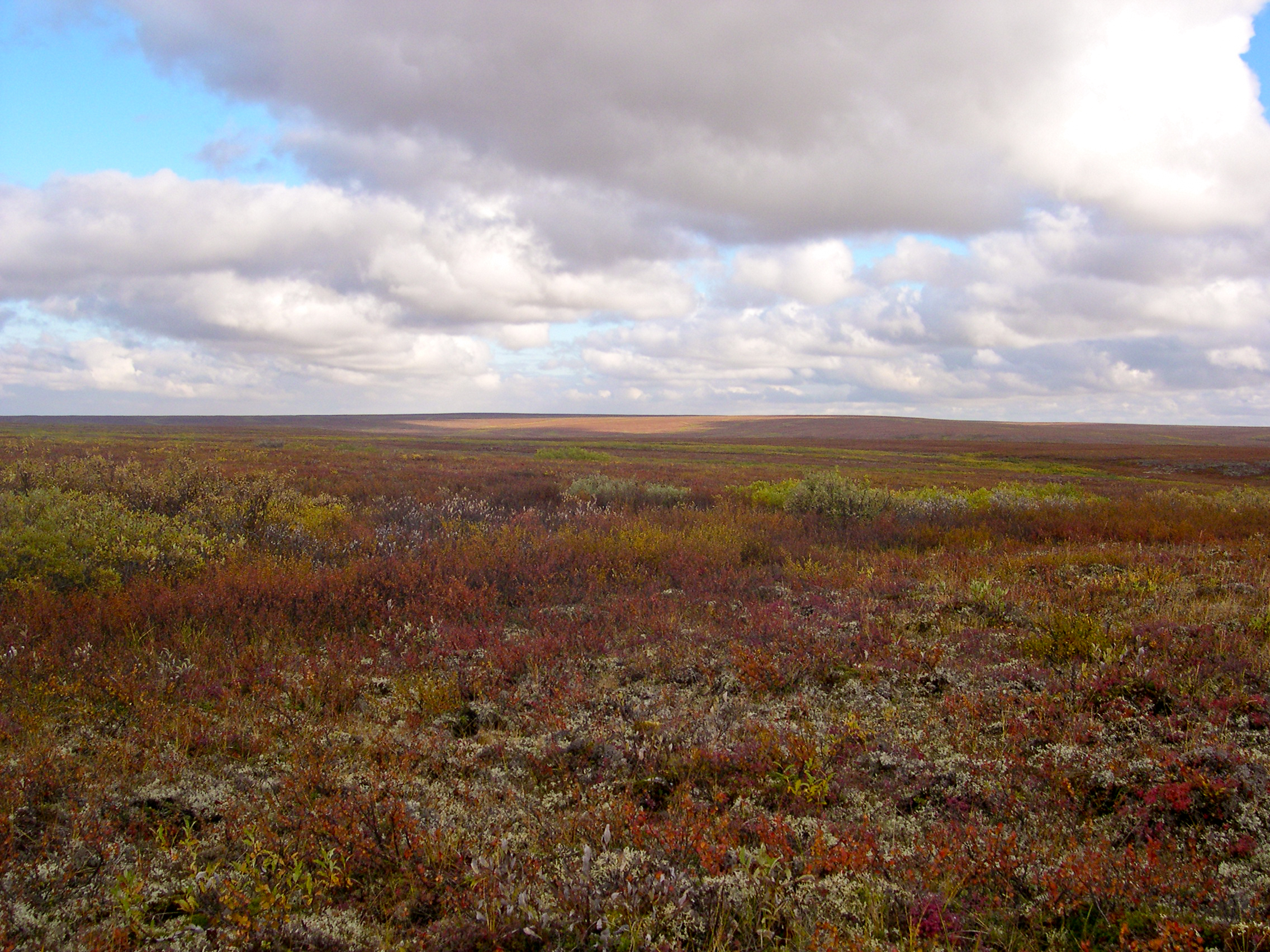
Krajobraz rosyjskiej tundry

Cechą charakterystyczną klimatu Rosji jest kontynentalizm. W części europejskiej temperatury są łagodzone przez Ocean Atlantycki, a dokładnie przez ciepły prąd Golfsztrom. Dzięki wpływowi oceanu temperatury zimowe na większej części terytorium kraju rosną ku zachodowi. Izoterma stycznia -6 °C biegnie mniej więcej od jeziora Pejpus (Czudzkie), przez okolice Smoleńska i zakole Donu do ujścia Wołgi. Izoterma -15 °C przebiega od Nowej Ziemi do rzeki Wiatki i dalej do Orenburga. Izoterma -25 °C ciągnie się mniej więcej wzdłuż rzeki Jenisej. Dodatnie temperatury zimą w Rosji występują jedynie w okolicy Soczi, na małym skrawku wybrzeża czarnomorskiego osłoniętym przez Kaukaz od napływu zimowych mas z północy. W północno-wschodniej Syberii izoterma -30 °C tworzy ogromny łuk, obejmując obszar około 5 mln km². W tym regionie zimy są bardzo mroźne. Wpływ na surowe zimy w północno-wschodniej Syberii ma nie szerokość geograficzna, a obecność gór na południu, które hamują napływ ciepłych mas powietrza, a także fakt, że wschodnia część Rosji jest górzysta. W tym regionie występują wyże baryczne, które przyczyniają się do wychładzania powietrza. W rejonie Gór Wierchojańskich zimowe temperatury obniżają się poniżej -40 °C. Jeszcze zimniej jest w rejonie Ojmiakonu nad górnym biegiem Indygirki w Górach Czerskiego, gdzie średnio zimą jest -56 °C, a absolutne minimum to -71 °C.
Inaczej jest nad Oceanem Spokojnym, gdzie im bardziej na południe, tym większy wpływ azjatyckich monsunów. Na południowych krańcach Kraju Nadmorskiego zimowe temperatury wynoszą około -8 °C, natomiast na Kamczatce -25 °C, a im dalej na zachód w głąb lądu, tym zimniej.

### Temperatury letnie

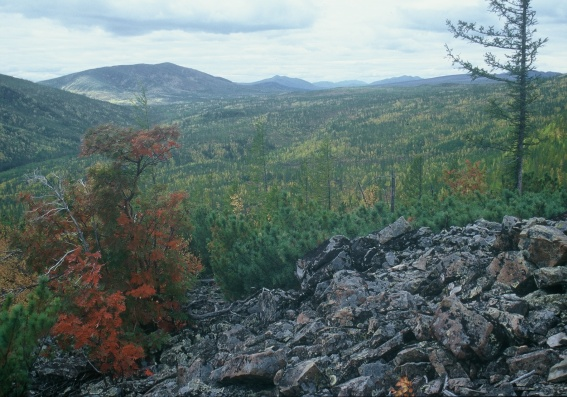
Góry Wierchojańskie

Temperatury letnie układają się całkiem inaczej niż zimowe. Izotermy mają przebieg bardziej równoleżnikowy niż południkowy. Na polarnych wyspach, jak na Ziemi Północnej, temperatura w lipcu wynosi 3 °C. Z punktu widzenia gospodarki ważna jest izoterma lipca 10 °C, która w przybliżeniu wyznacza północną granicę tajgi. Izoterma ta biegnie przez północą część kraju od półwyspu Kanin, przez ujście Obu i Leny, do dolnego biegu Anadyru, dalej izoterma skręca ostro na południe w pobliżu wybrzeży Kamczatki. Izotermy takie jak wyżej opisana w rejonie Pacyfiku przesuwają się ze względu na zimny Prąd Kurylski, który obniża temperaturę latem. Druga ważna dla gospodarki jest izoterma 17 °C, która wyznacza granicę uprawy zbóż. Przebiega ona od okolic Sankt Petersburga i biegnie do środkowego Obu, a następnie do okolic Jakucka i skręca gwałtownie w stronę dolnego Amuru, czego przyczyną jest wyżej wspomniany zimny Prąd Kurylski, oddziałujący na niemal cały Daleki Wschód. Izoterma 20 °C przebiega od okolic Woroneża, przez Samarę do przedgórzy Ałtaju. Średnie temperatury powyżej 25 °C notowane są na niewielkim obszarze w rejonie ujścia Wołgi, gdzie napływają gorące masy znad Kazachstanu. Trzeba jednak pamiętać, że wysokie temperatury notuje się także i na północy. Na przykład w Moskwie latem występują dni, gdy temperatura osiąga 30 °C. Jest to związane z napływem gorącego powietrza znad Kazachstanu, a i też z rejonu Azji Mniejszej.

### Opady
Opady w Rosji są bardzo zróżnicowane, co wiąże się z obecnością wielkich zbiorników wodnych. W europejskiej części i w Syberii Zachodniej średnie wartości wynoszą od 500 do 7650 mm rocznie i maleją ku wschodowi. Przyczyną jest kontynentalizm i związanych z nim wyżów barycznych utrzymujących się nad centralną częścią Azji. Na terenach Syberii Wschodniej rocznie spada tylko 200 do 300 mm i jest to głównie śnieg. Wilgotnym obszarem jest czarnomorskie wybrzeże Kaukazu oraz Kamczatka, gdzie w przypadku Kamczatki wpływ na opady ma monsun letni, opady dochodzą tam do 1500 mm rocznie. Obszarem bardzo suchym jest ujście Wołgi, gdzie ilości rocznych opadów nie przekraczają 300 mm. Fakt ten dotyczy także całego regionu nad Morzem Kaspijskim.
Pokrywa śnieżna utrzymuje się do 9–10 miesięcy na północy i około 1 miesiąca w południowej części Niziny Wschodnioeuropejskiej. Zimą występują częste silne wiatry i zamiecie zwane buran i purga. Linia wiecznego śniegu przebiega od poziomu morza na wyspach arktycznych, do powyżej 2000 m n.p.m. w górach południowej Syberii.

## Wody

### Rzeki
Sieć rzeczna jest gęsta. W Rosji jest około 120 tys. rzek o długości powyżej 10 km. Łączna ich długość wynosi 2,3 mln km. Najdłuższą rzeką kraju jest Lena, która liczy 4400 km. Przeważająca część rzek należy do zlewiska Oceanu Arktycznego (70% powierzchni kraju). Głównymi rzekami uchodzącymi do tego oceanu są: Dwina, Peczora, Ob z Irtyszem, Jenisej, Lena, Indygirka, Kołyma. Daleki Wschód jest odwadniany przez rzeki uchodzące do mórz Oceanu Spokojnego. Zlewisko tego oceanu zajmuje 20% powierzchni kraju. Główne rzeki to: Amur, Anadyr, Penżyna. Do Morza Bałtyckiego (Zatoka Fińska) uchodzi Newa, do Morza Czarnego i Morza Azowskiego uchodzą Don i Kubań. Jest to zlewisko należące do Oceanu Atlantyckiego, a jego powierzchnia to jedynie 2% powierzchni kraju. Wołga, która jest największą rzeką europejskiej części Rosji — przy ujściu do Morza Kaspijskiego tworzy rozległą deltę. Zlewisko Morza Kaspijskiego to 8% powierzchni kraju. Większość rzek jest zasilana przez opady deszczowe oraz wody z topniejących śniegów. Najwyższe stany wód występują na wiosnę oraz na początku lata, z wyjątkiem rzek południowej części Dalekiego Wschodu. Rzeki Dalekiego Wschodu osiągają swój najwyższy stan w drugiej połowie lata. Okres zlodzenia rzek wynosi od 1–2 miesięcy w Kraju Krasnodarskim, do 8 miesięcy w północnych regionach Syberii. Zasoby energetyczne cieków wodnych ocenia się na około 320 mln kilowatów. Największe zasoby wodne występują w rzekach syberyjskich (Jenisej, Lena, Angara, Ob, Irtysz).

### Jeziora
Na terytorium Rosji znajduje się około 200 tys. jezior słodkowodnych i słonych. Najwięcej jezior jest na północnym zachodzie w europejskiej części (Karelia) oraz w południowej części Niziny Zachodniosyberyjskiej. Do największych jezior należą: Morze Kaspijskie, które jest największym słonowodnym jeziorem świata, Bajkał, Ładoga, Onega, Tajmyr, Chanka, Pejpus, Czany, Białe, Wygoziero, Topoziero, Ilmień. Największym jeziorem słodkowodnym jest Bajkał o powierzchni 31,5 tys. km², jest to jedno z najstarszych jezior na Ziemi – liczy około 25 mln lat. Na rzekach występują liczne sztuczne zbiorniki wodne; w ciągu ostatnich dziesięcioleci stosunki wodne w Rosji zostały zakłócone głównie przez ich budowę. Na wielkich rzekach Rosji utworzono wiele elektrowni wodnych, które spiętrzyły zbiorniki takie jak: Rybiński na Wołdze (4 580 km²), Niżegorodzki także na Wołdze (1 590 km²), Krasnojarski na Jeniseju (2 150 km²), Cymlański na Donie (2 700 km²) czy też Zejski w dorzeczu rzeki Amur (2 740 km²). Łączna powierzchnia wszystkich sztucznych i wypiętrzonych zbiorników wodnych sięga 80 tys. km².

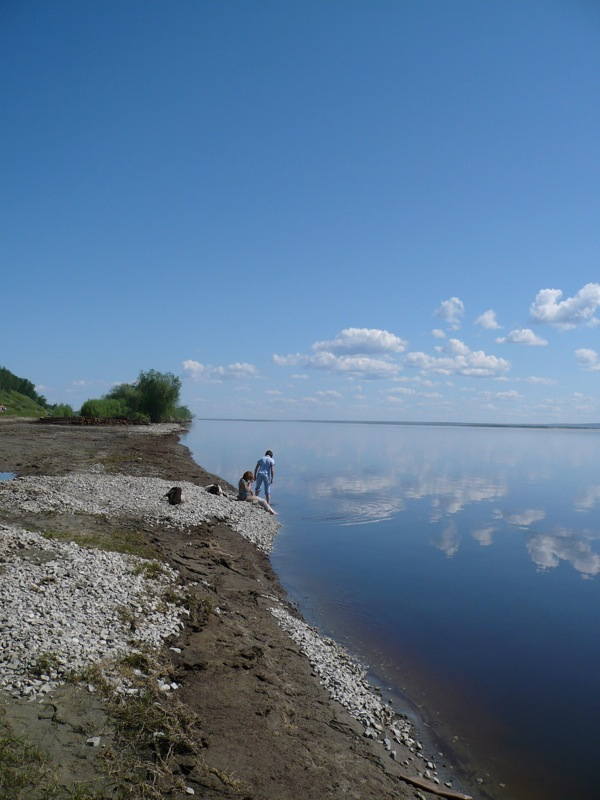
Rzeka Lena

### Pozostałe wody
Bagna i obszary zabagnione zajmują ok. 2 mln km². Największe kompleksy bagien występują w strefie leśnej, na Nizinie Zachodniosyberyjskiej, zwłaszcza między Obem i Irtyszem (Wasiuganje), na Nizinie Północnosyberyjskiej oraz w północnej części Niziny Wschodnioeuropejskiej. Obszary zabagnione występują także w deltach niektórych rzek, jak: Wołga, Terek czy Kubań.
Lodowce w Rosji zajmują około 60 tys. km². Ogromna ich większość przypada na Arktykę. Kilka dużych lodowców znajduje się w Wielkim Kaukazie, o łącznej powierzchni ponad 1800 km². Mniejsze występują także w Ałtaju, w Sajanach, w Górach Stanowych i na Kamczatce.

## Gleby
Rosja ze względu na powierzchnię, jaką zajmuje cechuje się zróżnicowaną strefowością gleb. Wzdłuż wybrzeży Oceanu Arktycznego ciągnie się strefa inicjalnych gleb tundrowych. Gleby te są często nasiąknięte wodą od samej powierzchni. Pod warstwą tych gleb zalega zmarzły grunt – tak zwana wieczna zmarzlina. Gleby tundrowe przechodzą na południu w największy na Ziemi obszar występowania mało żyznych gleb bielicoziemnych, wykształconych pod lasami iglastymi tajgi. Kwaśne gleby bielicowe, darniowo-bielicowe i towarzyszące im gleby bagienne (na obszarach podmokłych) pokrywają północną część Niziny Wschodnioeuropejskiej po Okę i środkową Wołgę oraz większość Syberii. W południowo-zachodniej i południowo-wschodniej części Rosji pod lasami liściastymi i mieszanymi występują gleby brunatne. Najżyźniejsze gleby — czarnoziemy stepowe ciągną się równoleżnikowym pasem przez południową część kraju, od Powołża po górny Irtysz. Na Nizinie Nadkaspijskiej występują słabo wykształcone i zasolone gleby półpustynne: buroziemy i szaroziemy oraz lotne piaski. Tereny górskie pokrywają kamieniste gleby tundrowe i bielicowe, a w części europejskiej — gleby brunatne. Cechą gleb górskich jest ich mała miąższość i niewielkie zróżnicowanie poziomów glebowych. Duże powierzchnie gleb podlegają postępującej degradacji, co jest spowodowane ubytkami lasów (wyrąb i pożary) i nasileniem erozji wodnej. W strefie gleb czarnoziemnych — intensywną erozją wietrzną.

## Flora

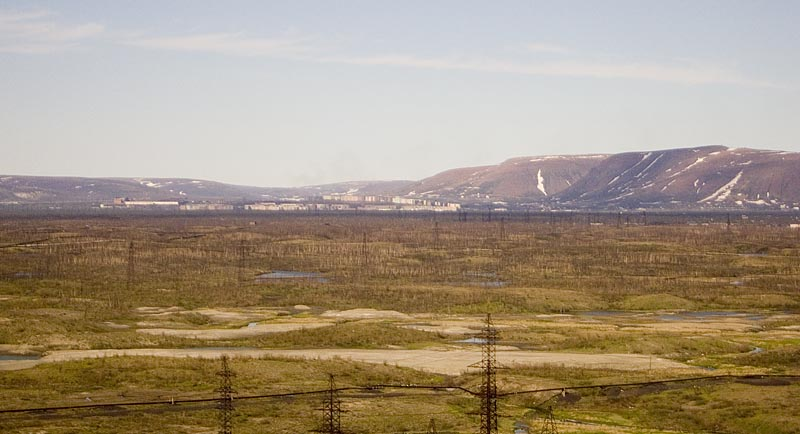
Południowy skraj rosyjskiej tundry

Ogromną powierzchnię Rosji można podzielić na sześć stref roślinnych.

### Tundra
Tundra jest obszarem rozciągniętym na dalekiej północy, obejmuje wybrzeża Oceanu Arktycznego, obszary leżące za kręgiem polarnym. Tundrą są pokryte m.in. północne krańce Półwyspu Kolskiego, a także północna część Niziny Zachodniosyberyjskiej. Na obszarze owej niziny tundra sięga najdalej na południe w okolice 65°N. Dalej na wschodzie strefa tundrowa zajmuje obszary nadbrzeżne Oceanu Arktycznego i wszystkie wyspy leżące na tymże oceanie. Najbardziej uboga w roślinność jest Nowa Ziemia, gdzie tereny niemal przez cały rok są pokryte śniegiem i lodem, występują tam także duże połacie lodowców. Tundra jest obszarem bezleśnym, porośniętym mchami i porostami. Tundra arktyczna, najdalej wysunięty na północ obszar, jest tak zwaną pustynią arktyczną, gdzie rosną jedynie porosty. Tego typu obszar można spotkać na przykład w północnej części półwyspu Tajmyr. W kierunku południowym tundra przechodzi w obszar lasotundry, gdzie najpierw pojawiają się krzewy, a następnie pojedyncze drzewa, i w końcu niewielkie skupiska drzew. Lasotundra charakteryzuje się występowaniem luźnych skupisk drzew w postaci modrzewi i brzóz. Lasotundrę można przyrównać do suchej odmiany sawanny.

### Tajga– strefa leśna
Tajga jest największą strefą roślinną Rosji. Obejmuje ona blisko 60% powierzchni kraju i w tej strefie skupia się ponad 80% wszystkich lasów Rosji. Tajga sięga na południu po linię Petersburg – Jekaterynburg – północne podnóże Ałtaju. Tajgę można podzielić na dwie podstrefy: tajgę właściwą i strefę lasów mieszanych. We właściwej tajdze dominują lasy iglaste. Tajgę europejską tworzą w zachodniej części świerk pospolity i sosna zwyczajna; we wschodniej części europejskiej i w Syberii Zachodniej rosną syberyjskie gatunki: świerka (Picea obovata), jodły i limby oraz modrzewie (Larix sukaczewii). Tajga właściwa przechodzi w las mieszany, którego południowa granica biegnie od górnego biegu Donu, przez okolice Kazania, do środkowego Uralu. W Syberii Zachodniej strefa lasów mieszanych niemal nie występuje, pojawia się na terenie Rosji jeszcze na Dalekim Wschodzie – w górach Sichote Aliń i na Sachalinie. W całej strefie tajgi, na ubogich piaskach, rosną lasy sosnowe z sosną zwyczajną, są rozpowszechnione torfowiska (zwłaszcza wysokie), a nad rzekami występują naturalne łąki zalewowe. W europejskiej części Rosji do strefy tajgi przylega strefa lasów mieszanych i liściastych (głównie dębowych, z dębem szypułkowym). Na Dalekim Wschodzie nad Amurem rosną bogate, wielogatunkowe lasy mieszane typu mandżurskiego z lipą amurską i dębem mongolskim, obfitujące w liany. W obrębie strefy leśnej ponad 85% powierzchni stanowią lasy iglaste, gdzie połowę powierzchni tego drzewostanu stanowią modrzewie. Tajga modrzewiowa jest typowa dla całej wschodniej części Syberii, na wschód od Jeniseju.

### Lasostepy
Na południe od strefy leśnej rozciągają się lasostepy. Strefa ta odznacza się znacznie lepszymi w porównaniu do strefy leśnej warunkami glebowymi. Na tych terenach dominują czarnoziemy. Strefa lasostepów ciągnie się wąskim pasem, od Ukrainy, przez środkowy bieg Wołgi, południowy Ural i dalej wzdłuż południowej granicy Rosji. Pierwotnie tereny te pokrywały lasy liściaste, głównie dębowe, ale wraz z rozwojem rolnictwa zostały one w znacznym stopniu wyniszczone. Ponad 40% tej powierzchni stanowią grunty orne, rozwinięta jest uprawa takich roślin jak kukurydza i burak cukrowy.

### Stepy
Stepy zajmują południową część Rosji. Tereny te obejmują dorzecze Donu i Kubania, środkową część Wołgi, dalej ciągną się przez południową część Syberii, na wschód od Bajkału przylegają do granicy z Mongolią. Europejska część stepów w znaczny sposób jest wykorzystywana rolniczo. Obszary stepowe zasadniczo nie posiadają drzewostanu, poza niewielkimi fragmentami lasów sosnowych i dębowych. Naturalna roślinność stepowa zachowała się jedynie w rezerwatach przyrody.

### Strefapustyńiroślinność śródziemnomorska
Strefa półpustyń i pustyń jest piątą strefą roślinną Rosji i zajmuje niewielki obszar, skupiając się głównie w rejonie dolnej Wołgi i nad Morzem Kaspijskim. Obszary pustynne w Rosji nie występują, tylko tereny półpustynne tzw. stepy kałmuckie. Na Nizinie Nadkaspijskiej rozciągają się półpustynie piołunowe i słone. Obszar śródziemnomorski obejmuje swoją strefą najmniejszy procent kraju, skupiając się jedynie na wybrzeżu Morza Czarnego, w okolicy Soczi. Rosną tam lasy liściaste typu śródziemnomorskiego. Uprawia się tam też niewielkie ilości roślin podzwrotnikowych, głównie mandarynki i herbatę.

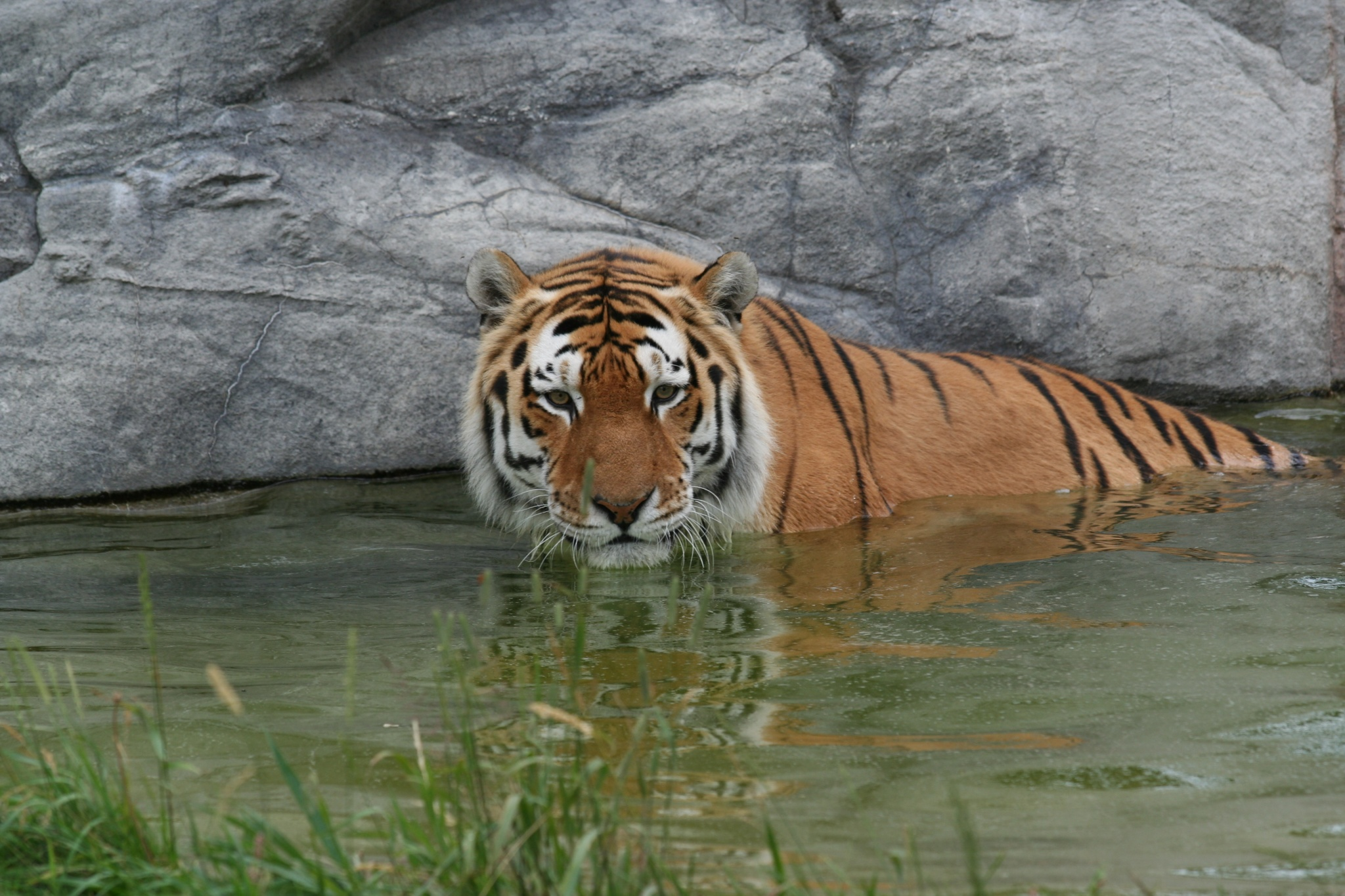
Tygrys syberyjski

## Fauna
Fauna Rosji należy do palearktycznej krainy zoogeograficznej i ze względu na ogromną rozciągłość terytorialną Rosji i zróżnicowanie środowisk przyrodniczych jest bardzo bogata. Region arktyczny na północy Rosji obejmuje takie gatunki jak: mors, niedźwiedź polarny, foka grenlandzka, kotik północny, uchatka grzywiasta. Z ptaków w rejonie arktycznym żyją mewy jak mewa srebrzysta czy mewa trójpalczasta. W strefie tundrowej i lasotundrowej żyją renifery, lisy polarne i wilki tundrowe. Z ptaków zaś pardwy śnieżne i sowy śnieżne. Latem w tych rejonach pojawiają się dzikie gęsi i różne gatunki kaczek. Tajgę zamieszkują niedźwiedzie brunatne, rysie i jelenie, a na terenach podmokłych łosie. Do ptaków tajgi zaliczać należy głuszca, dzięcioła trójpalczastego i sowę uralską. W lasach mieszanych poza gatunkami migrującymi z tajgi właściwej występują dziki, jelenie wschodnie, żubry, a z ptaków takie gatunki jak grubodziób, żołna, sroka błękitna. Warto dodać, że w tym regionie występuje rzadki tygrys syberyjski. Całkiem inna fauna obejmuje tereny poza lasem na południu kraju, gdzie przeważa drobna zwierzyna. Na obszarach lasostepów dominują gryzonie jak susły i skoczki, a z drapieżników. lisy i łasice. Z ptaków żyjących na tychże terenach występują takie gatunki jak błotniak zbożowy, pustułka, dzięcioł czarny i sowa jarzębata. Stepy Rosji zamieszkują gatunki typowe dla terenów suchych i pustynnych. Z ssaków bytują na tych terenach antylopy: dżejran, suhak i dżereń. Poza antylopami żyją tchórze stepowe, orły i żurawie stepowe. Obszary Nizin Nadkaspijskich zamieszkują takie gatunki jak skoczki, gołębie pustynniki i susły cienkopalczaste. W górach Rosji występują koziorożce kaukaskie i syberyjskie, żbiki, barany śnieżne i świstaki. Ptaki górskie reprezentują takie gatunki jak: ułar kaukaski i kaspijski, orłosęp brodaty i gęś górska.

## Ochrona przyrody
W 2007 w Rosji istniało 101 rezerwatów, z tego kilkanaście biosfery UNESCO (m.in. Astrachański, Kronocki, Bajkalski, Sichotealiński) i 40 parków narodowych, największy Tunkiński w Buriacji o powierzchni ponad 1,2 mln ha). Prawie 20% powierzchni kraju jest objęte katastrofą ekologiczną spowodowaną rabunkową gospodarką surowcami, industrializacją, przeprowadzanymi próbami nuklearnymi i brakiem nadzoru nad składowaniem trujących odpadów. Połowa ziem uprawnych znajduje się pod silnym działaniem odpadów toksycznych (militarnych i przemysłowych).